# Биатлон на зимних Олимпийских играх 2002
В биатлонной программе XIX зимних Олимпийских игр было разыграно 8 комплектов наград. Соревнования проходили с 11 по 20 февраля 2002 года. Впервые в истории Олимпийских игр были разыграны медали в гонке преследования.
Игры стали триумфом для 28-летнего норвежца Уле-Эйнара Бьёрндалена, который выиграл все три личные дисциплины, а также победил в эстафете в составе сборной Норвегии. У женщин два золота и одно серебро на Играх в США выиграла немка Кати Вильхельм.

## Медали

### Общий зачёт
(Жирным выделено самое большое количество медалей в своей категории)
| Общее количество медалей |          |        |         |        |       |
| Место                    | НОК      | Золото | Серебро | Бронза | Всего |
| 1                        | Норвегия | 4      | 2       | 0      | 6     |
| 2                        | Германия | 3      | 5       | 1      | 9     |
| 3                        | Россия   | 1      | 0       | 2      | 3     |
| 4                        | Франция  | 0      | 1       | 1      | 2     |
| 5                        | Швеция   | 0      | 0       | 2      | 2     |
| 6                        | Болгария | 0      | 0       | 1      | 1     |
|                          | Австрия  | 0      | 0       | 1      | 1     |

### Призёры

#### Мужчины
| Дисциплина                                | Дата       | Золото                                                                              | Серебро                                                         | Бронза                                                              |
| Спринт 10 км см. подробнее                | 13 февраля | Уле-Эйнар Бьёрндален Норвегия                                                       | Свен Фишер Германия                                             | Вольфганг Пернер Австрия                                            |
| Гонка преследования 12,5 км см. подробнее | 16 февраля | Уле-Эйнар Бьёрндален Норвегия                                                       | Рафаэль Пуаре Франция                                           | Рикко Гросс Германия                                                |
| Индивидуальная гонка 20 км см. подробнее  | 11 февраля | Уле-Эйнар Бьёрндален Норвегия                                                       | Франк Лук Германия                                              | Виктор Майгуров Россия                                              |
| Эстафета 4×7,5 км см. подробнее           | 20 февраля | Норвегия · Халвар Ханевольд · Фруде Андресен · Эгиль Йелланн · Уле-Эйнар Бьёрндален | Германия · Рикко Гросс · Петер Зендель · Свен Фишер · Франк Лук | Франция · Жиль Марге · Венсан Дефран · Жюльен Робер · Рафаэль Пуаре |

#### Женщины
| Дисциплина                               | Дата       | Золото                                                                | Серебро                                                                                  | Бронза                                                                         |
| Спринт 7,5 км см. подробнее              | 13 февраля | Кати Вильхельм Германия                                               | Уши Дизль Германия                                                                       | Магдалена Форсберг Швеция                                                      |
| Гонка преследования 10 км см. подробнее  | 16 февраля | Ольга Пылёва Россия                                                   | Кати Вильхельм Германия                                                                  | Ирина Никульчина Болгария                                                      |
| Индивидуальная гонка 15 км см. подробнее | 11 февраля | Андреа Хенкель Германия                                               | Лив-Грете Пуаре Норвегия                                                                 | Магдалена Форсберг Швеция                                                      |
| Эстафета 4×7,5 км см. подробнее          | 18 февраля | Германия · Катрин Апель · Уши Дизль · Андреа Хенкель · Кати Вильхельм | Норвегия · Анн-Элен Шельбрейд · Линда Хьёрхом · Гунн Маргит Андреассен · Лив-Грете Пуаре | Россия · Ольга Пылёва · Галина Куклева · Светлана Ишмуратова · Альбина Ахатова |